# Lijst van gemeenten in Mehedinți

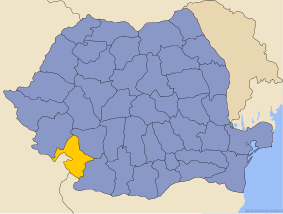
Het district Mehedinți in Roemenië

Dit is een lijst van gemeenten in Mehedinți, een district in Roemenië.
1. Bâcleș
2. Baia de Aramă
3. Bala (Mehedinți)
4. Bălăcița
5. Balta (Mehedinți)
6. Bâlvănești
7. Braniștea
8. Breznița-Motru
9. Breznița-Ocol
10. Broșteni
11. Burila Mare
12. Butoiești
13. Căzănești
14. Cireșu
15. Corcova
16. Corlățel
17. Cujmir
18. Dârvari
19. Devesel
20. Dubova
21. Dumbrava (Mehedinți)
22. Eșelnița
23. Florești
24. Gârla Mare
25. Godeanu
26. Gogoșu
27. Greci (Mehedinți)
28. Grozești
29. Gruia
30. Hinova
31. Husnicioara
32. Ilovăț
33. Ilovița
34. Isverna
35. Izvoru Bârzii
36. Jiana
37. Livezile (Mehedinți)
38. Malovăț
39. Obârșia de Câmp
40. Obârșia-Cloșani
41. Oprișor
42. Orșova
43. Pădina Mare
44. Pătulele
45. Podeni
46. Ponoarele
47. Poroina Mare
48. Pristol
49. Prunișor
50. Punghina
51. Rogova
52. Salcia (Mehedinți)
53. Șimian
54. Șișești
55. Șovarna
56. Stângăceaua
57. Strehaia
58. Svinița
59. Tâmna
60. Vânători (Mehedinți)
61. Vânju Mare
62. Vânjuleț
63. Vlădaia
64. Voloiac
65. Vrata

Bâcleș · Bala (Mehedinți) · Bălăcița · Balta (Mehedinți) · Bâlvănești · Braniștea · Breznița-Motru · Breznița-Ocol · Broșteni · Burila Mare · Butoiești · Căzănești · Cireșu · Corcova · Corlățel · Cujmir · Dârvari · Devesel · Dubova · Dumbrava (Mehedinți) · Eșelnița · Florești · Gârla Mare · Godeanu · Gogoșu · Greci (Mehedinți) · Grozești · Gruia · Hinova · Husnicioara · Ilovăț · Ilovița · Isverna · Izvoru Bârzii · Jiana · Livezile (Mehedinți) · Malovăț · Obârșia de Câmp · Obârșia-Cloșani · Oprișor · Pădina Mare · Pătulele · Podeni · Ponoarele · Poroina Mare · Pristol · Prunișor · Punghina · Rogova · Salcia (Mehedinți) · Sisești · Șimian · Șovarna · Stângăceaua · Svinița · Tâmna · Vânători (Mehedinți) · Vânjuleț · Vlădaia · Voloiac · Vrata
Alba · Arad · Argeș · Bacău · Bihor · Bistrița-Năsăud · Botoșani · Brașov · Brăila · Buzău · Caraș-Severin · Călărași · Cluj · Constanța · Covasna · Dâmbovița · Dolj · Galaţi · Giurgiu · Gorj · Harghita · Hunedoara · Ialomița · Iași · Ilfov · Maramureș · Mehedinți · Mureș · Neamț · Olt · Prahova · Satu Mare · Sălaj · Sibiu · Suceava · Teleorman · Timiș · Tulcea · Vaslui · Vâlcea · Vrancea